# Andromeda 7
Andromeda 7 er en ejendom i Andromeda-karréen i Själagårdsgatan 3 ved Brända tomten i Gamla stan i Stockholm.
Bygningens tre nederste etager har delvis murværk fra middelalderen. I midten af 1600-tallet blev ombygget, og der blev tilføjer en ekstra etage samt en port i sten med krydshvælv i porten. Omkring 1820 blev der bygget endnu en etage på huset. I 1845 blev loftet indrettet som en etage. I 1969-70 blev der udført en omfattende renovering og ombygning da loftet fik yderligere en etage og taget en ny utforming. Eksteriøret bevarer stort set sit udseende fra anden halvdel af 1800-tallet.